# Besiekiery (gromada)
Besiekiery – dawna gromada, czyli najmniejsza jednostka podziału terytorialnego Polskiej Rzeczypospolitej Ludowej w latach 1954-1972.
Gromady, z gromadzkimi radami narodowymi (GRN) jako organami władzy najniższego stopnia na wsi, funkcjonowały od reformy reorganizującej administrację wiejską przeprowadzonej jesienią 1954 do momentu ich zniesienia z dniem 1 stycznia 1973, tym samym wypierając organizację gminną w latach 1954-1972.
Gromadę Besiekiery siedzibą GRN w Besiekierach utworzono – jako jedną z 8759 gromad na obszarze Polski – w powiecie łęczyckim w woj. łódzkim, na mocy uchwały nr 32/54 WRN w Łodzi z dnia 4 października 1954. W skład jednostki weszły obszary dotychczasowych gromad Besiekiery i Biała Góra ze zniesionej gminy Grabów oraz obszar dotychczasowej gromady Pieczew i parcelacja Srebrna z dotychczasowej gromady Srebrna ze zniesionej gminy Sobótka w tymże powiecie. Dla gromady ustalono 10 członków gromadzkiej rady narodowej.
31 grudnia 1961 do gromady Besiekiery przyłączono obszar zniesionej gromady Kadzidłowa.
31 grudnia 1962 z gromady Besiekiery wyłączono kolonię Adamów,wieś Borki, kolonię Brzezinka, kolonię Grabina, wieś i kolonię Jastrzębia, wieś i kolonię Kadzidłowa, kolonię Karolewo, wieś Kępina, wieś Osiny, wieś i kolonię Ostrówek, wieś Pokrzywnica oraz wieś i osadę Smardzew, włączając je do gromady Sobótka w tymże powiecie.
1 lipca 1968 gromadę zniesiono, a jej obszar włączono do gromady Grabów w tymże powiecie.